# کیکوس (فیلم ۱۹۷۹)
کیکوس (ارمنی: Կիկոս) یک فیلم پویانمایی رنگی است محصول سال ۱۹۷۹، به کارگردانی روبرت ساهاکیانتس و با اقتباس از افسانه «مرگ کیکوس» نوشته هوهانس تومانیان